# ᵈ
Cette page contient des caractères spéciaux ou non latins. S’ils s’affichent mal (▯, ?, etc.), consultez la page d’aide Unicode.
ᵈ, appelée d en exposant, d supérieur ou lettre modificative d, est un symbole phonétique utilisé dans l’alphabet phonétique ouralique et un symbole de certaines variantes de l’alphabet phonétique international. Il est formé de la lettre d ‹ d › mise en exposant.

## Utilisation
Dans l’alphabet phonétique ouralique utilisé par Erkki Itkonen (fi), Toivo Lehtisalo (fi) ou T. I. Itkonen (en), le d en exposant est utilisé pour représenter la même consonne que le d mais avec une prononciation réduite.
Dans certaines transcriptions de l’alphabet phonétique international (API), non standard depuis 1989, ‹ ᵇ › est utilisé avant le symbole d’une consonne dentale voisée pour indiquer l’articulation pré-occlusive, par exemple la consonne pré-occlusive nasale dentale voisée [ᵈn], notée [dn] ou [d͡n] avec l’API.

## Représentations informatiques
La lettre modificative d peut être représenté avec les caractères Unicode suivants (Extensions phonétiques) :
| formes       | représentations | chaînes de caractères | points de code | descriptions                    | note                            |
| ------------ | --------------- | --------------------- | -------------- | ------------------------------- | ------------------------------- |
| modificative | ᵈ               | ᵈ                     | U+1D48         | lettre modificative minuscule d | codé pour le symbole phonétique |